# 黒崎車庫前停留場
黒崎車庫前停留場（くろさきしゃこまえていりゅうじょう）は、かつて福岡県北九州市八幡西区黒崎三丁目にあった、西日本鉄道（西鉄）北九州本線の停留場である。
以前は当停留場に西鉄電車営業所と筑豊電鉄本社があり、筑豊電気鉄道線からの直通運転系統も乗り入れていた。乗務員の交代も当停留場で行われていた。なお、本項目では黒崎車庫（くろさきしゃこ）についても記述する。

## 歴史
- 1914年（大正3年）6月25日：九州電気軌道本線が折尾まで開通。
- 1936年（昭和11年）3月25日：黒崎車庫開設。黒崎車庫前停留場開業。
- 1942年（昭和17年）9月22日：西日本鉄道が成立し[3]、同社北九州線の停留場となる。
- 1956年（昭和31年）3月21日：筑豊電気鉄道線開通。
- 1999年（平成11年）12月22日：複合商業施設コムシティ建設による線路移設に伴い廃止[2]。

## 駅構造
相対式ホーム2面2線を持つ地上駅で、踏切を挟んで東側に下りホーム、西側に上りホームがある千鳥式の配置だった。北側（上りホームのある側）に隣接して黒崎車庫・営業所・筑豊電鉄本社があり、黒崎車庫への入出庫線が分岐していた。また上りホーム内には売店や立ち食いうどん屋などが設けられていた。
当停留場では電車の入出庫や乗務員交代が行われたほか、操車所から運行指示が行われた。

## 黒崎車庫
1914年（大正3年）6月の九州電気軌道本線折尾開通に伴い、折尾停留場の北側に折尾車庫が開設された。その後、この折尾車庫は拡張のため1935年（昭和10年）9月26日付で廃止の上当地に移設され、1936年（昭和11年）3月25日付で黒崎車庫となった。
北九州本線西部地区の車両基地として、車両の日常検査業務を実施していた。1992年（平成4年）まで工場機能はなく、全般検査は筑豊電鉄所属車両も含めて砂津工場で行われていた。
1992年（平成4年）10月の北九州本線黒崎駅前以東廃止に伴い、砂津工場も廃止となるため、代替施設として構内に工場棟が設置され、全般検査業務を開始。その後、旧検修庫や営業所の建物は、複合商業施設コムシティの建設に伴う線路移設のため1999年（平成11年）までに撤去された。2000年（平成12年）11月の北九州本線全線廃止以降は西鉄所属の車両もなくなり、現在は筑豊電鉄の車両工場となっている。車両基地の資産は2015年（平成27年）3月1日付で西鉄から筑豊電鉄に承継された。
複合商業施設コムシティ建設に伴う黒崎駅前停留場の移設・黒崎車庫前停留場の廃止（1999年（平成11年）12月）以降は、黒崎駅前停留場から入出庫線が分岐している。

## 周辺
- JR鹿児島本線黒崎駅
- 北九州市立筒井小学校
- 北九州市立熊西中学校
- 三菱化成黒崎事業所
- 黒崎播磨本社
- 井筒屋黒崎店

## その他
廃止まで、黒崎駅前発黒崎車庫前行、ならびに黒崎車庫前発黒崎駅前行きというわずか0.2 km運転の車庫への出入りを兼ねた営業列車が存在した。ちなみに、この区間を走行する列車はポイント通過のために徐行運転を行っていた。1992年10月に下り方に開設された西黒崎電停との間は更に短く、0.1 kmしかなかった。

## 隣の停留場
西日本鉄道
北九州本線
黒崎駅前停留場 - 黒崎車庫前停留場 - 西黒崎停留場